# Macrosamanea froesii
Macrosamanea froesii är en ärtväxtart som beskrevs av Rupert Charles Barneby och James Walter Grimes. Macrosamanea froesii ingår i släktet Macrosamanea och familjen ärtväxter. Inga underarter finns listade i Catalogue of Life.